# ヒートポンプ・蓄熱センター
一般財団法人 ヒートポンプ・蓄熱センター（ヒートポンプ・ちくねつセンター、Heat Pump & Thermal Storage Technology center of Japan (HPTCJ) ）は、ヒートポンプ・蓄熱システム等の普及啓発・技術支援・研究開発事業を実施する法人。以前は経済産業省所管の財団法人であったが、公益法人制度改革に伴い一般財団法人へ移行した。

## 概要
「ヒートポンプ」と「蓄熱」のナショナルセンターとして、蓄熱システムの普及促進と技術向上に向けた事業などを積極的に展開している団体。「ヒートポンプ・蓄熱普及委員会」の主宰団体。

## 関連する人物
- 小宮山宏（理事長（前東京大学総長））
- 加藤寛（前理事長）
- 矢田部隆志（図解ヒートポンプの著者）